# Элеваторное (Василевский сельский совет)
Элеваторное (укр. Елеваторне) — посёлок в Березанском районе Николаевской области Украины.
Население по переписи 2001 года составляло 41 человек. Почтовый индекс — 57412. Телефонный код — 5153.

## История
В 1946 году указом ПВС УССР посёлок элеватора переименован в Элеваторное.

## Местный совет
57412, Николаевская обл., Березанский р-н, с. Василевка, ул. Ленина, 54а